# 藤田剛二
藤田剛二（ふじた ごうじ、1959年〈昭和34年〉10月19日 - ）は、日本の政治家、実業家。山口県山陽小野田市長（3期）。元富士商代表取締役社長。

## 来歴
山口県山陽小野田市刈屋生まれ。小野田市立竜王中学校（現・山陽小野田市立竜王中学校）、山口県立小野田高等学校卒業。1984年（昭和59年）3月、東京理科大学工学部機械工学科卒業。1987年（昭和62年）、ノースイースタン大学情報システム修士課程修了。
1988年（昭和63年）、NTTデータに就職。1991年（平成3年）、父の藤田保郎が創業した富士商に転職。2012年（平成24年）、同社代表取締役社長に就任。2016年（平成28年）、代表取締役社長を退任。
2017年（平成29年）1月18日、任期満了に伴う山陽小野田市長選挙への出馬を表明。同年4月9日に行われた市長選挙に自民党・公明党の推薦を受けて立候補し、民進党・連合山口の推薦を受けた元市議の伊藤実を破り、初当選を果たした。4月24日、市長就任。選挙の結果は以下のとおり。
※当日有権者数：52,635人 最終投票率：49.32%（前回比：+3.19pts）
| 候補者名 | 年齢 | 所属党派 | 新旧別 | 得票数   | 得票率 | 推薦・支持               |
| -------- | ---- | -------- | ------ | -------- | ------ | ------------------------ |
| 藤田剛二 | 57   | 無所属   | 新     | 13,989票 | 54.66% | （推薦）自民党・公明党   |
| 伊藤実   | 57   | 無所属   | 新     | 11,604票 | 45.34% | （推薦）民進党・連合山口 |

2018年に自民党に入党した。
2021年、無投票で再選。
2025年、無投票で3選。